# K.u.k. Hoflieferant

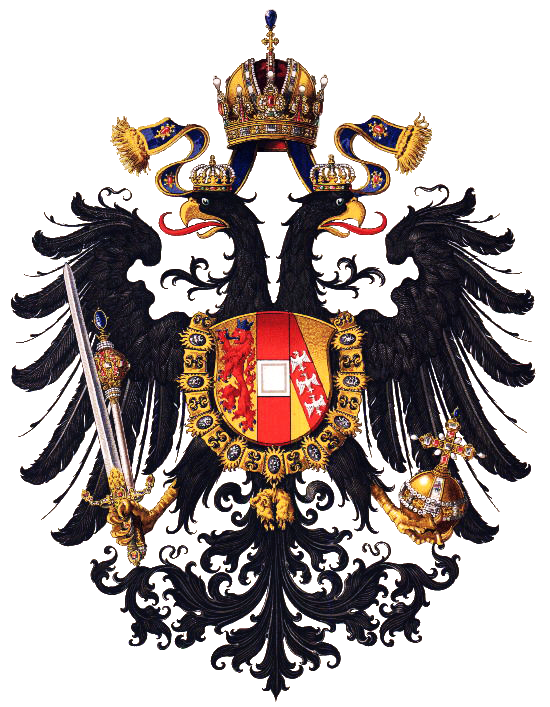
Das Wappen mit dem kaiserlichen Doppeladler durften die k.u.k. Hoflieferanten öffentlich führen. Hoflieferanten in der ungarischen Reichshälfte durften stattdessen das ungarische Wappen führen.

Die k.u.k. Kammerlieferanten durften das persönliche Wappen des Kaisers führen

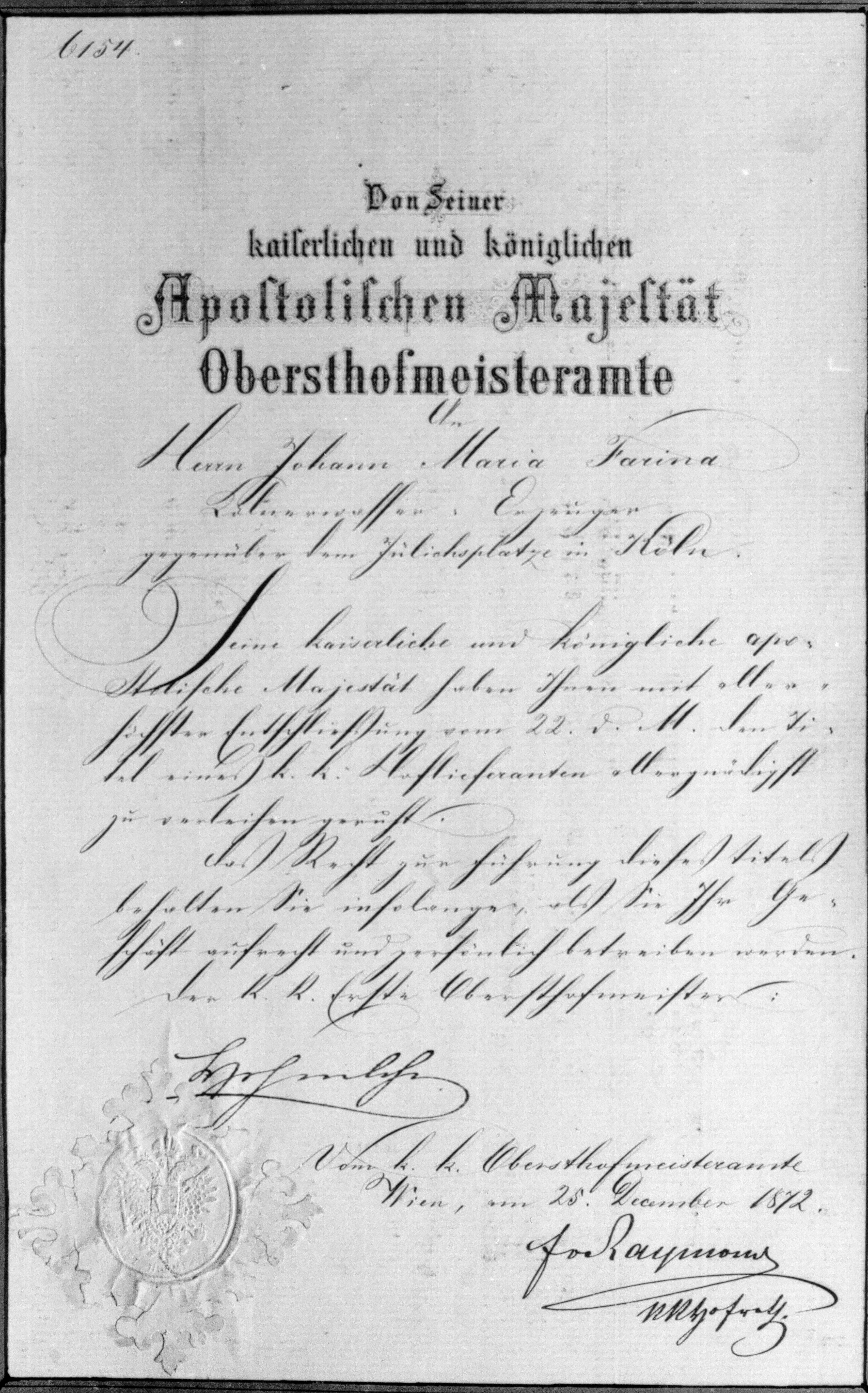
Hoflieferanten-Diplom für Johann Farina aus Köln (Weihnachten 1872)

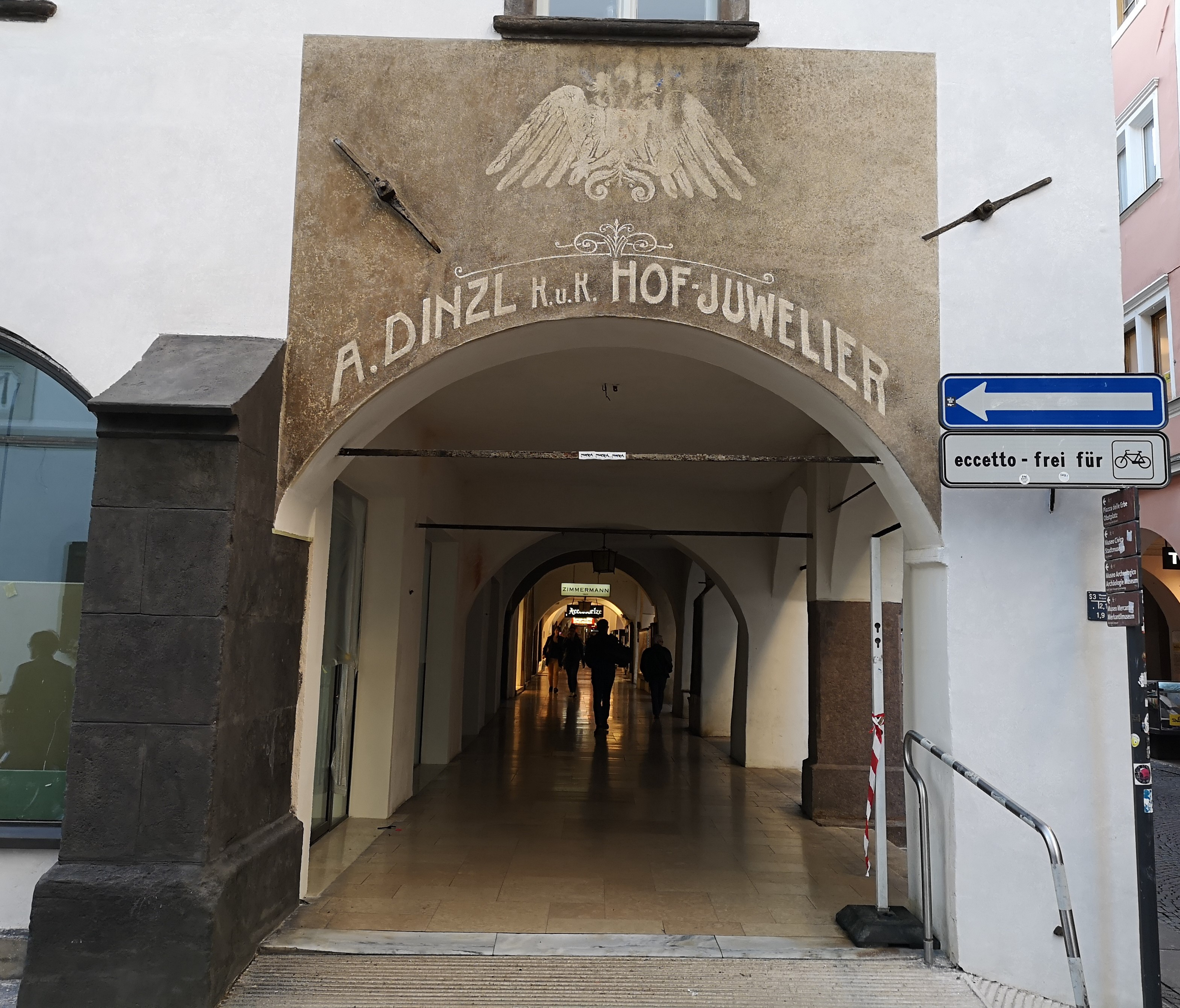
Aufschrift des K.u.K. Hof-Juweliers A. Dinzl am Bozner Waaghaus unter den Lauben mit dem Doppeladler, 2019

Ein k.u.k. Hoflieferant (kaiserlicher und königlicher Hoflieferant, manchmal auch k. & k. Hoflieferant geschrieben) war in der österreichisch-ungarischen Doppelmonarchie ein Händler oder Dienstleister (ab 1911 auch Unternehmen), der durch ein kaiserliches Privileg eine Sonderbewilligung hatte, Waren und Dienstleistungen an den Hof in Wien zu liefern. Dieses Privileg erlaubte dem Lieferanten, dieses auch öffentlich zu annoncieren. Mussten an den Hof gelieferte Waren importiert werden, wurde Steuerfreiheit gewährt.

## Zum Begriff des kaiserlichen Hoflieferanten
Zu unterscheiden ist zwischen Unternehmen, die entweder im ärarischen Besitz, also im Besitz des Hofes, oder eigene Unternehmen waren.
Vor dem Österreichisch-Ungarischen Ausgleich von 1867, der die Doppelmonarchie gründete, hieß ein Unternehmen k.k. Hoflieferant (kaiserlich-königlicher Hoflieferant) beziehungsweise nur kaiserlicher Hoflieferant.
Ein Unternehmen erhielt den Titel nur, wenn es in seiner Branche in der Qualität führend war. Der Titel k.u.k. Hoflieferant war also ein Gütesiegel der „allerhöchsten“ Klasse, die höchste Auszeichnung, die ein Geschäft damals erlangen konnte.
In der Blütezeit von Österreich-Ungarn gab es allein in Wien mehr als 500 Hoflieferanten, weitere in Bad Ischl, Budapest, Karlsbad, Prag usw. Die Gesamtzahl aller Unternehmen wird auf 2500 geschätzt.
Bis heute existieren eine Reihe von Unternehmen und Betriebe, die diesen Titel behalten haben und auch offen führen, in Wien sind es noch etwa zwei Dutzend.

## Privileg vom Kaiser
Lieferanten mussten zuerst ein geschäftliches Verhältnis zum Hofe haben. Erst nach einer Frist von mehreren Jahren kamen sie überhaupt in Erwägung für ein Privileg. Dieses wurde dann vom Kaiser auf Vorschlag des kaiserlichen Hofamtes, beziehungsweise des Obersthofmeisters, verliehen und war nicht erblich. Juristische Personen, also Unternehmen, konnten den Titel erst ab 1911 erhalten. Die Taxe musste an den Hof bezahlt werden. Der Titel k.u.k. Hoflieferant war also keine staatliche Auszeichnung, sondern ein persönlicher Akt des Kaisers bzw. Königs. Der Titel konnte vom Hofe jederzeit widerrufen werden.
Ein Beispiel des Wortlautes der Verleihungsurkunde ist die von Johann Backhausen, Chef der Firma Joh. Backhausen & Söhne aus dem Jahr 1888:

„Von Seiner kaiserlichen und königlich Apostolischen Majestät. Obersthofmeisteramte.
 
An Herrn Johann Backhausen, Chef der Firma J. Backhausen und Söhne, Möbelstoff- und Teppichfabrikanten in Wien.

Zufolge Allerhöchster Entschließung vom 28. Oktober 1888, wird Ihnen als Chef der Firma Backhausen und Söhne der Titel eines k.k. Hoflieferanten verliehen.

Diesen Titel behalten Sie so lange, als das Geschäft aufrecht und unter Ihrer persönlichen Beteiligung betrieben wird.

Kraft desselben steht Ihnen das Recht zu, bei Ihrer Firma den kaiserlichen Adler zu führen, doch dürfen Sie sich des kaiserlichen Wappens im Siegel nicht bedienen.“

Dieses Privileg wurde gewöhnlich auf Firmenwerbung, -briefköpfen und -produkten annonciert, indem man das kaiserliche Wappen oder Abzeichen anzeigte. Unter dem Wappen erschien normalerweise die Aussage k.u.k. Hoflieferant, gefolgt vom Titel und vom Namen des Unternehmens, und dann, welche Waren oder Dienste zur Verfügung gestellt werden. Eine spezifische Norm, wie der Adler genau auszusehen habe, gab es nicht. Lieferanten aus der ungarischen Reichshälfte führten das ungarische Wappen statt des Kaiseradlers.
Die Verleihung der Auszeichnung Hoflieferant hatte nicht nur für den Lieferanten Vorteile. Die Monarchie sicherte sich im Gegenzug durch dieses Auszeichnungssystem die Unterstützung der führenden bürgerlichen Handels- und Industriebetriebe.

## Hof-, Kammerlieferant und k.k. privilegiert
Zu unterscheiden ist noch, dass Hoflieferanten entweder den Hof generell belieferten, oder nur spezifisch eine einzelne Person der kaiserlichen Familie. Ein Unternehmen konnte also k.u.k. Hoflieferant und/oder Kammerlieferant sein. Ein Kammerlieferant des Kaisers war die Steigerung eines Hoflieferanten. Der Ursprung des Wortes Kammer bedeutet in diesem Fall die privaten Gemächer, also der Lieferant durfte für die Verrichtung seiner Dienste direkt bis in die privaten Räumlichkeiten des Kaisers oder der Kaiserin vorgelassen werden. Ein Unternehmer konnte bis 1911 nicht Kammerlieferant werden, ohne vorher bereits den Hoftitel zu besitzen. Das Auswahlverfahren lief über den Obersthofmeister, der dem Kaiser den Vorschlag unterbreitete. Die Wahl oblag dem Kaiser persönlich.
Auch Mitglieder der kaiserlichen Familie konnten ihre eigenen Kammerlieferanten haben. Ein Beispiel ist Anton Hüller, der k.u.k. Hoflieferant und weiters Kammerlieferant Seiner K.u.K Hoheit des hochw. durchlauchtigsten Herrn Erzherzog Eugen von Österreich für Musikinstrumente war. Das Auswahlverfahren für einen Kammerlieferanten eines Erzherzogs oder einer Erzherzogin war nicht so streng und auch nicht mit einer Taxe verbunden. Der Titel war auch hier nicht erblich und erlosch, falls sich der Rang der kaiserlichen Person änderte (zum Beispiel durch Heirat), oder durch das Ableben des Verleihers.
Der Hoflieferantentitel ist nicht zu verwechseln mit der Bezeichnung k.k. privilegiert für Gewerbsunternehmen, eine Berechtigung, die sich bis heute in Form der staatlichen Auszeichnung (Österreichischer Staatswappenträger) erhalten hat. Auch die Republik Österreich zeichnet Unternehmen für besondere Verdienste um die Wirtschaft Österreichs mit der Staatlichen Auszeichnung aus und gibt ihnen damit das Recht, das Bundeswappen im Geschäftsverkehr zu verwenden. Diese Auszeichnung gibt es allerdings nur mehr für Unternehmen mit einem Firmensitz im heutigen Österreich.

## Heutige Situation
Selbst in der heutigen Republik Österreich bewerben manche Firmen diesen Titel noch aktiv, obwohl er jede offizielle Bedeutung verloren hat. Seit dem Wegfall des Privilegs und der Protektion haben ehemalige Hoflieferanten mit der billigeren Konkurrenz zu kämpfen. Dennoch umgibt ehemalige k.u.k. Hoflieferanten bis heute ein ausgezeichneter Ruf und eine Aura der Exklusivität und der hohen Qualität der vormals vom Kaiserhof geschätzten Produkte. Erzeugnisse besagter Unternehmen sind in der Regel bis heute unter den teuersten und exklusivsten im ganzen Land und werden von Kunden und Liebhabern weiterhin sehr geschätzt. Die üblicherweise gehobene Qualität und der damit verbundene höhere Preis der Produkte oder der Dienstleistung lassen sich aber im Zeitalter der billigen Massenproduktion oftmals nur schwer in Profit umsetzen.
Mehrere Traditionsunternehmen im Dreieck Kohlmarkt, Graben und Kärntner Straße mussten Ende der 1990er-Jahre schließen und internationalen Markenunternehmen Platz machen, sei es aus Altersgründen der Besitzer, die keine Erben hatten, sei es wegen sprunghaft gestiegener Mieten oder hoher Ablösesummen. Der „Knopfkönig“ Alois Frimmel musste 2004 von der letzten Besitzerin Erika Frimmel mit 73 für immer geschlossen werden. Der Denkmalschutz konnte wenigstens erreichen, dass die historische Einrichtung auch beim neuen Besitzer einigermaßen erhalten blieb.
Auch das renommierte Bekleidungsgeschäft E. Braun & Co. am Wiener Graben wurde von der Kette Palmers übernommen und in das Haus zog 2005 Hennes & Mauritz, der die Tradition des Kleiderverkaufs im Geschäft weiterführt und die historische Inneneinrichtung erhalten ließ. Die bronzenen Buchstaben über dem Eingang tragen noch den alten Firmennamen. Andere Hoflieferanten wie die Konditorei Demel und das Sacher sind aber nach wie vor hochprofitabel, auch dank des Tourismus, und expandieren.
Im Juni 1996 veranstaltete die Gesellschaft ehemaliger k.u.k. Hoflieferanten eine Ausstellung im Schloss Schönbrunn anlässlich der Millenniums-Ausstellung, in der sich 27 Unternehmen präsentierten.
Sowohl die Hofbäckerei Edegger-Tax in Graz, Hofgasse als auch die k.u.k. Hofbäckerei am Linzer Pfarrplatz weisen besonders alte Holz-Geschäftsportale auf, betreiben ein Cafe und werden von Familiennachfahren betrieben. In der „Kaiserstadt“ Bad Ischl sind mit der Konditorei Zauner und der Kur-Apotheke ebenfalls ehem. k.u.k. Hoflieferanten auch heute noch wirtschaftlich aktiv.